# Sterkste Man van de Wereld

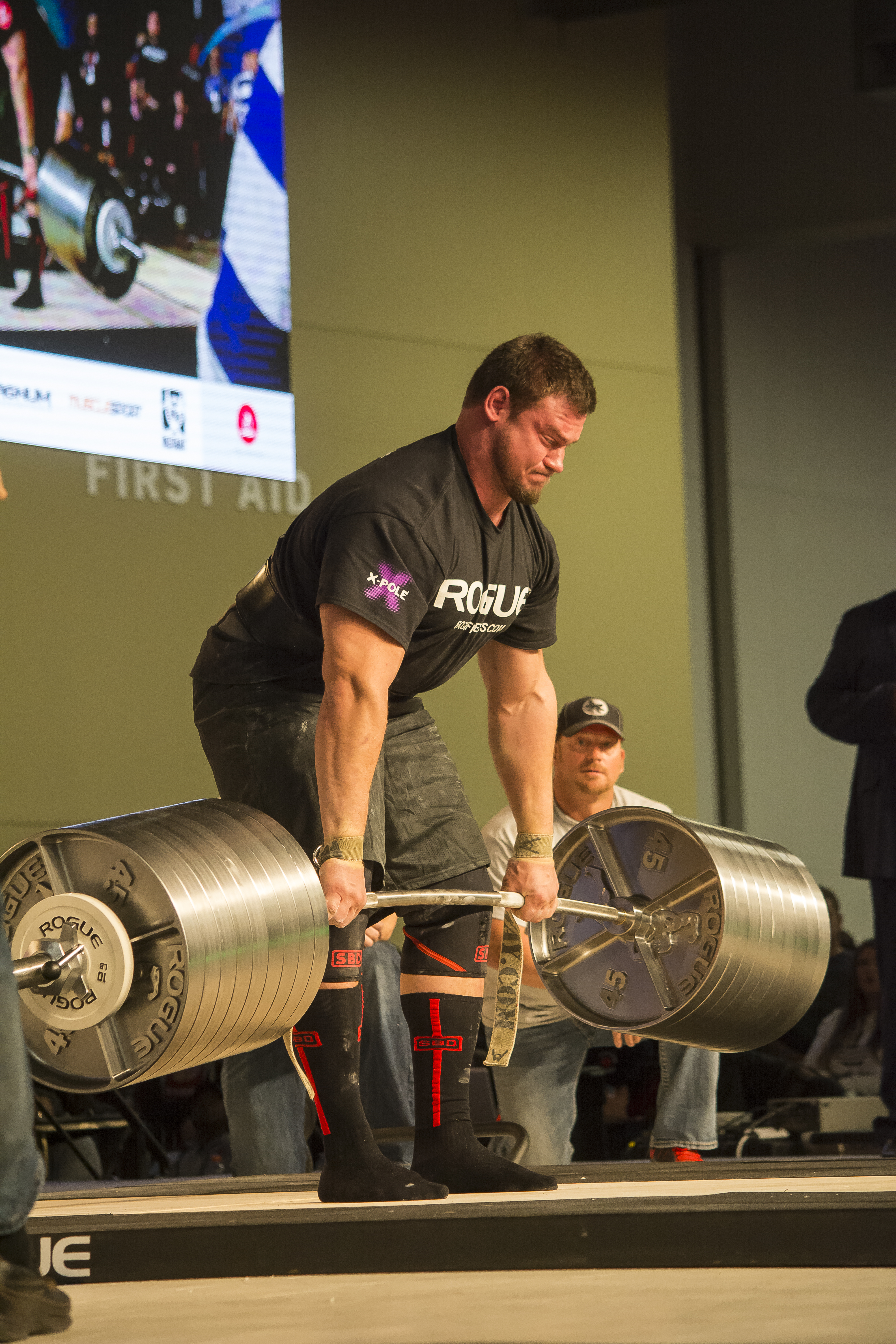
Sterkste Man van de Wereld, 2019, Martins Licis (aan het deadliften (400 kg) in 2017)

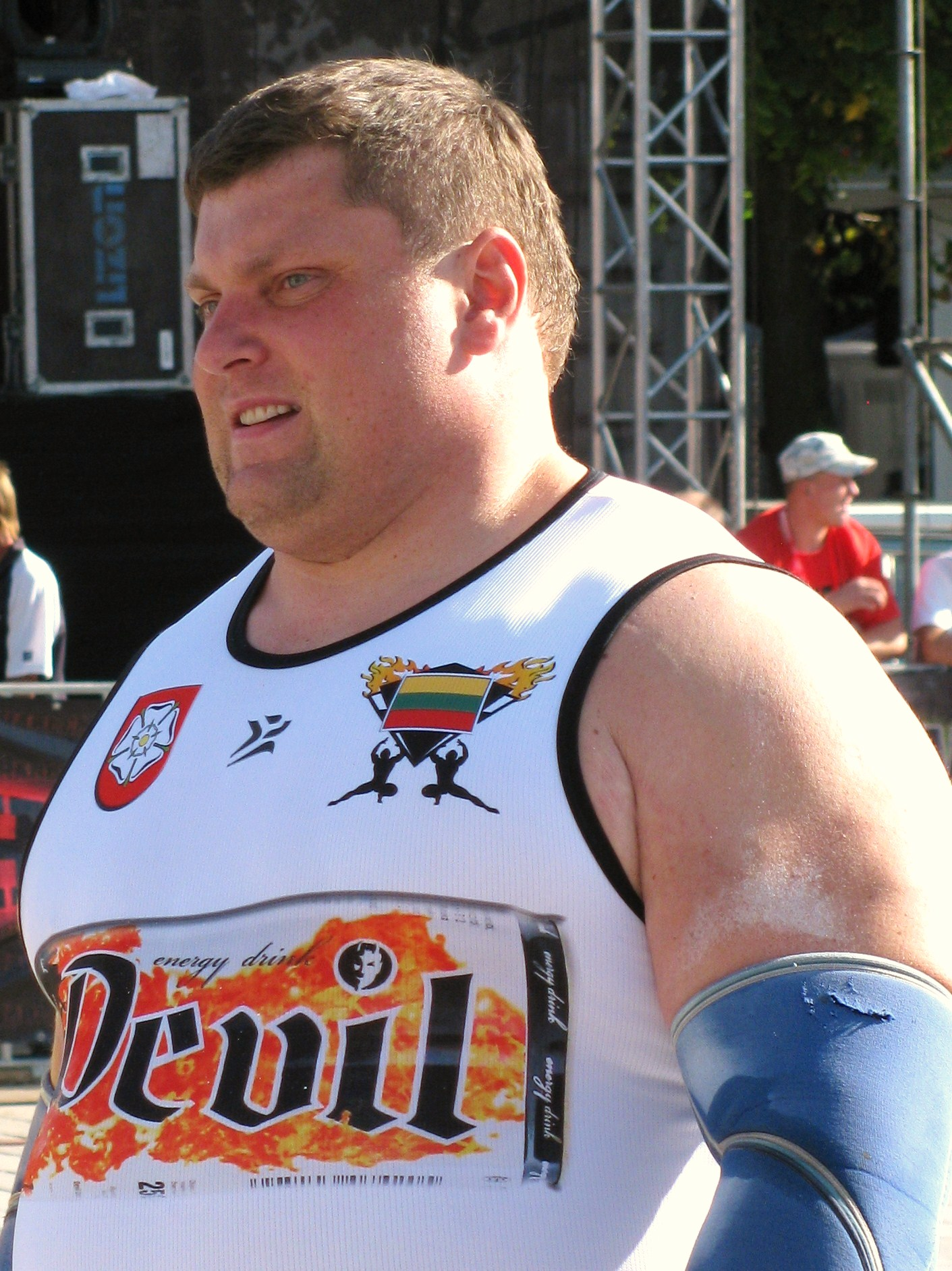
Sterkste Man van de Wereld, 2009, Žydrūnas Savickas, in Sun City, 21 september 2010

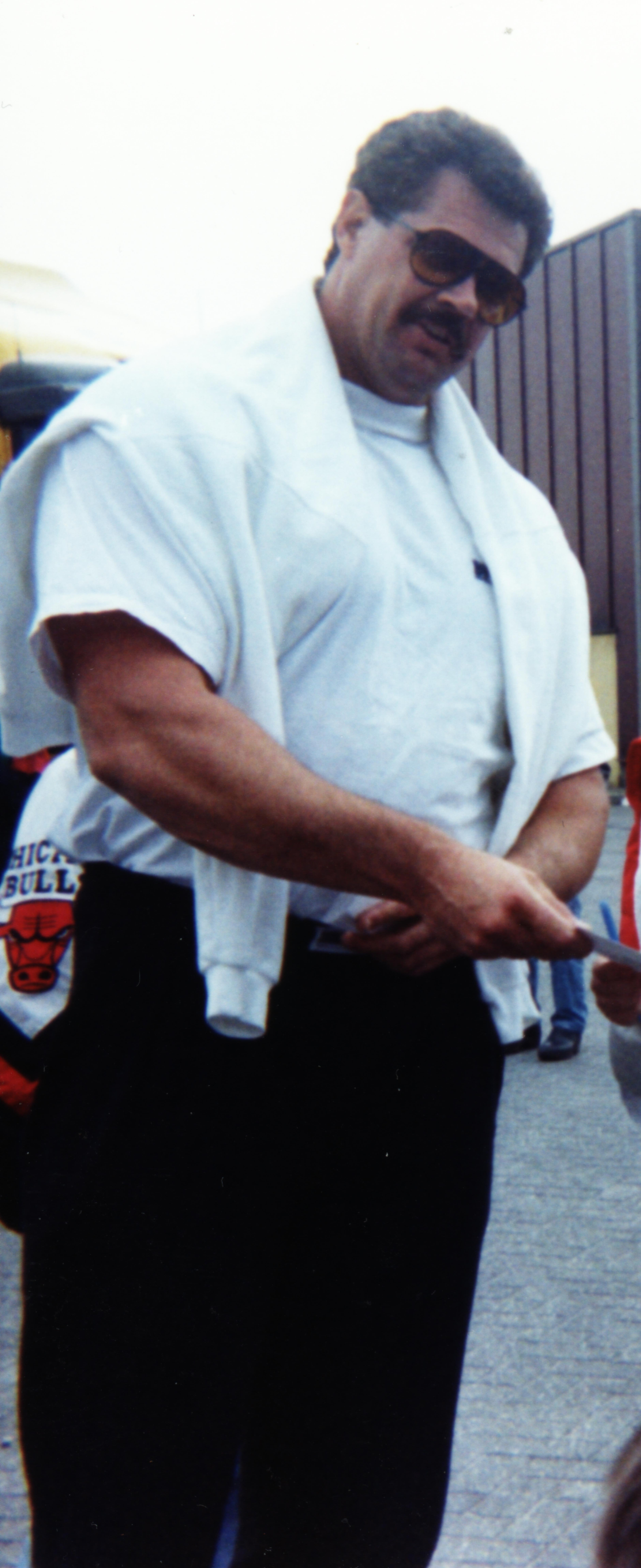
Ted van der Parre (enige Nederlander die deze titel ooit haalde), Sterkste Man van de Wereld, 1992

De Sterkste Man van de Wereld is een wedstrijd die jaarlijks wordt gehouden. Vanaf 1993 is de wedstrijd uitgebreid met voorrondes en kunnen er meerdere mannen uit hetzelfde land meedoen.
Vanwege de voorrondes is het voor niet-professionele 'Sterkste Mannen' (die niet betaald en/of voldoende gesponsord worden) niet altijd meer haalbaar om mee te doen. Zo zijn Nederland en België afgehaakt. De enige professionele Sterkste Man uit Nederland was Jarno Hams, die in 2015 een stap terug heeft gedaan. In onder andere de Verenigde Staten, IJsland, Litouwen en Polen kunnen sommige atleten hun volledige aandacht aan de krachtsport besteden, zonder er nog een baan bij te hebben.

## Onderdelen
De onderdelen zijn onder meer "vrachtwagentrekken", "stones of strength", "boomstamtillen" en deadlift. Het ene onderdeel vereist vooral kracht, het andere ook uithoudingsvermogen. Aangezien de onderdelen sterk afwijken van standaard gewichtheffen of powerliften, is het trainen van de technieken erg belangrijk. Ook al is men sterker dan de tegenstander, zonder de juiste techniek is een onderdeel veel zwaarder. Sinds ongeveer 2006 worden er steeds meer nieuwe onderdelen verzonnen, hoewel de deadlift bijna niet weg te denken is uit de wedstrijden.

## Geschiedenis en uitslagen
In 1992 haalde Nederlander Ted van der Parre, de langste deelnemer ooit, de eerste plaats. Er waren ook een aantal tweede en derde plaatsen van Nederlanders in andere jaren, voornamelijk behaald door Ab Wolders. Mariusz Pudzianowski uit Polen heeft vijf overwinningen op zijn naam staan, het record. Er zijn ook twee IJslanders die beide viermaal wonnen, dat zijn Jón Páll Sigmarsson en Magnús Ver Magnússon. De Verenigde Staten hadden in het begin van de competitie, eind jaren 70 en begin jaren 80, veel sterke deelnemers. Dit nam langzaam af maar begin 21e eeuw zijn er een aantal sterke deelnemers terug met tweede en derde plaatsen en vijf eerste plaatsen in 2006, 2011, 2013, 2015 en 2016.
De wedstrijd wordt vanaf 1977 gehouden en vanaf 1979 op televisie uitgezonden in Nederland, in de jaren 70 en 80 werd het bij de AVRO uitgezonden. Later op zenders als Eurosport en RTL 7. In 2009 nam Jimmy Laureys voor België deel aan de wedstrijd maar wist zich niet te plaatsen voor de finale in een groep met Mariusz Pudzianowski en Phil Pfister, de winnaar van 2006. In 2012 nam Nederlander Alex Moonen deel aan de voorrondes van deze wedstrijd, aangezien de Sterkste Man van Nederland 2012, Jarno Hams, geen interesse had en Jan Wagenaar, die tweede was in Nederland, andere verplichtingen had. Moonen eindigde als vierde in zijn deelnemersveld van zes sterke mannen en ging daardoor niet door naar de finale. Wel behaalde hij enkele persoonlijke records.
In 2013 werd het wereldkampioenschap in China gehouden, eind augustus. Brian Shaw won en Savickas werd tweede en Hafþór Júlíus Björnsson uit IJsland, werd derde.
2014 werd weer het jaar voor Savickas. Hafþór Julius Björnsson werd tweede en Brian Shaw (de titelverdediger) werd derde.
Sinds enkele jaren heeft de wedstrijd vele voorrondes. Wie deze niet doorkomt, is vaak veel kosten kwijt, terwijl degenen die de voorrondes wel doorkomen, soms overladen worden met aanbiedingen en voornamelijk in de Verenigde Staten een enorme belangstelling genieten. Dit heeft ertoe geleid dat atleten niet meer deelnemen aan deze wedstrijd en zich meer richten op nationale wedstrijden en op de Strongman Champions League, een wereldwijde circuitwedstrijd, met een winnaar per wedstrijd van een of meerdere dagen en een seizoenswinnaar (meestal per jaar). De seizoenswinnaar is vrijwel altijd een professionele Sterkste Man, die van zijn hobby z'n werk heeft gemaakt.

## 2015
De finale van de Sterkste Man van de Wereld 2015 vond op 25 en 26 april plaats in Putrajaya, Maleisië.
De deelnemers die de voorrondes doorkwamen en aan de finale meededen waren: Žydrūnas Savickas, Brian Shaw, Hafþór Júlíus Björnsson, Eddie Hall, Michael Burke, Jean-Francois Caron, Dimitar Savatinov, Mark Felix (oudste deelnemer die ooit door de voorrondes kwam, met 49 jaar), Jerry Pritchett en Mikhail Shivlyakov. Savickas en Felix daargelaten ging de strijd vooral tussen de twee grootste deelnemers ooit, 'Thor' en Shaw, die respectievelijk 202 cm en 207 cm lang zijn, met een lichaamsgewicht van 175–200 kg.
Hafþór en Shaw zijn de langste succesvolle deelnemers sinds jaren. Nederlander Ted van der Parre, die in 1992 de titel haalde, is de langste deelnemer ooit met 213 cm.

### Uitslag 2015
1. Brian Shaw (VS)[2]
2. Žydrūnas Savickas (Litouwen)
3. Hafthor Bjornsson (IJsland)
4. Eddie Hall (Verenigd Koninkrijk)
5. Mike Burke (VS)
6. Jean-François Caron (Canada)
7. Dimitar Savatinov (Bulgarije)
8. Mark Felix (Verenigd Koninkrijk)
9. Mikhail Shivlyakov (Rusland)
10. Jerry Pritchett (VS)

## 2016
In augustus 2016 haalde Brian Shaw zijn vierde titel binnen, gevolgd door Hafþór Júlíus Björnsson en op de derde plaats Eddie Hall, die in 2016 een aantal wereldrecords op krachtsportgebied heeft verbeterd, waaronder een deadlift van 500 kg.

## 2017
Met een punt verschil op Hafþór Júlíus Björnsson en twee punten verschil op titelverdediger Brian Shaw, won Engelsman Eddie Hall met 51 punten de titel Sterkste Man van de Wereld 2017, op 28 mei, in Botswana. Alleen Brian Shaw en Žydrūnas Savickas wonnen de titel vanaf 2009 en de vorige Engelsman die de titel won was Gary Taylor, in 1993. Savickas haalde zijn slechtste resultaat ooit met een 8e plaats.

## 2018
Regerend kampioen Eddie Hall had al aangegeven niet mee te doen, hoewel het deelnemersveld in 2018 zeer sterk was. Een relatief onbekende Pool, Mateusz Kieliszkowski, haalde het zilver, Brian Shaw, een eerdere winnaar, haalde het brons binnen en IJslander Hafþór Júlíus Björnsson, die de jaren ervoor net naast het goud greep met een bronzen of zilveren plak, haalde nu voor het eerst het goud.

## 2019
Amerikaan Martins Licis, die nooit eerder een belangrijk evenement won op het gebied van 'Sterkste Man', sleepte de eerste plaats binnen in juni 2019. De Pool Mateusz Kieliszkowski landde op de 2e plaats en de IJslander Hafþór Júlíus Björnsson, de titelverdediger, op de 3e plaats.

## 2020
De wedstrijd duurde van 11 t/m 15 november en had enkele voorrondes, waardoor de finale nog maar uit vier personen bestond. In 2020 geen bekende voormalige winnaar(s) in de top drie, wel twee deelnemers van de Strongman Championsleague, een wereldwijde circuitwedstrijd. J.F. Caron en Tom Stoltman (resp. brons en zilver) zijn tussen 2010 en 2020 regelmatige deelnemers van de circuitwedstrijd, maar gingen in 2020 voor de Sterkste Man-titel vanwege het coronavirus (covid-19). De winnaar is Oleksii Novikov uit Oekraïne, de jongste winnaar (24) sinds 1984 en de tweede keer in zeventien jaar tijd dat iemand uit dat land won (Vasyl Virastyuk in 2004). Novikov zette ook een wereldrecord deadlift neer, de 'partial deadlift' met grote gewichtschijven en een langere halter, vanaf een hogere hoogte dan bij een normale deadlift. Een extra moeilijkheidsgraad, echter kan men met de juiste techniek op deze manier meer gewicht tillen dan bij een normale deadlift vanaf de grond. Hij tilde 537,5 kg.
Een titelfavoriet, Brian Shaw, kwam niet verder dan een 5e plaats. Een enkeling viel af door een blessure en Hafþór Júlíus Björnsson, de winnaar van 2018, deed niet mee, omdat hij zich voorbereidde op een bokswedstrijd met rivaal Eddie Hall, in september 2021. In 2017 haalde Hall de titel, waar bij het laatste evenement een rep van 'Thor' werd afgekeurd, waardoor Hall won. Thor beschuldigde de arbitrage en Eddie Hall van valsspelen, aangezien Hall gesponsord werd door het evenement zelf, maar valsspelen is nooit bewezen.

## Winnaars, 2e en 3e plaatsen
| Jaar | Winnaar                 | Tweede                             | Derde                                                              | Locatie                                                                  |
| ---- | ----------------------- | ---------------------------------- | ------------------------------------------------------------------ | ------------------------------------------------------------------------ |
| 2025 | Rayno Nel               | Tom Stoltman                       | Mitchell Hooper                                                    | Sacramento (Californië), 15 t/m 18 mei                                   |
| 2024 | Tom Stoltman            | Mitchell Hooper                    | Evan Singleton                                                     | Myrtle Beach, 1 t/m 5 mei                                                |
| 2023 | Mitchell Hooper         | Tom Stoltman                       | Oleksii Novikov                                                    | Myrtle Beach, 19 t/m 23 april                                            |
| 2022 | Tom Stoltman            | Martins Licis (gelijk met Novikov) | Oleksii Novikov (gelijk met Licis, maar door jurybeslissing derde) | Sacramento (Californië), 24 t/m 29 mei                                   |
| 2021 | Tom Stoltman            | Brian Shaw                         | Maxime Boudreaul                                                   | Sacramento (Californië), finale: 19 en 20 juni                           |
| 2020 | Oleksii Novikov         | Tom Stoltman                       | Jean-Francois Caron                                                | Bradenton Gulf Islands, Verenigde Staten, finale: 14 en 15 november 2020 |
| 2019 | Martins Licis           | Mateusz Kieliszkowski              | Hafþór Júlíus Björnsson                                            | Bradenton, Verenigde Staten, finale: 16-17 juni 2019                     |
| 2018 | Hafþór Júlíus Björnsson | Mateusz Kieliszkowski              | Brian Shaw                                                         | Manilla, Filipijnen, april/mei 2018 (finales: 5 en 6 mei)                |
| 2017 | Eddie Hall              | Hafþór Júlíus Björnsson            | Brian Shaw                                                         | Kasane, Botswana, tweede helft mei 2017 (finale: 28 mei)                 |
| 2016 | Brian Shaw              | Hafþór Júlíus Björnsson            | Eddie Hall                                                         | Kasane, Botswana, tweede helft van augustus 2016                         |
| 2015 | Brian Shaw              | Žydrūnas Savickas                  | Hafþór Júlíus Björnsson                                            | Putrajaya, Maleisië, 19-26 april 2015 (finale:25 en 26 april)            |
| 2014 | Žydrūnas Savickas       | Hafþór Júlíus Björnsson ('Thor')   | Brian Shaw                                                         | Los Angeles, Californië (maart 2014)                                     |
| 2013 | Brian Shaw              | Žydrūnas Savickas                  | Hafþór Júlíus Björnsson ('Thor')                                   | China (medio aug. 2013)                                                  |
| 2012 | Žydrūnas Savickas       | Vytaulas Laulas                    | Hafþór Júlíus Björnsson                                            | Los Angeles Californië (eind sept. 2012)                                 |
| 2011 | Brian Shaw              | Žydrūnas Savickas                  | Terry Hollands                                                     | Wingate (North Carolina)                                                 |
| 2010 | Žydrūnas Savickas       | Brian Shaw                         | Mikhail Koklyaev                                                   | Sun City (21-22 september)                                               |
| 2009 | Žydrūnas Savickas       | Mariusz Pudzianowski               | Brian Shaw                                                         | Valletta                                                                 |
| 2008 | Mariusz Pudzianowski    | Derek Poundstone                   | Dave Ostlund                                                       | Charleston, West Virginia                                                |
| 2007 | Mariusz Pudzianowski    | Sebastian Wenta                    | Terry Hollands                                                     | Anaheim, Californië                                                      |
| 2006 | Phil Pfister            | Mariusz Pudzianowski               | Don Pope                                                           | Sanya                                                                    |
| 2005 | Mariusz Pudzianowski    | Jesse Marunde                      | Dominic Filiou                                                     | Chengdu                                                                  |
| 2004 | Vasyl Virastyuk         | Žydrūnas Savickas                  | Magnus Samuelsson                                                  | Nassau                                                                   |
| 2003 | Mariusz Pudzianowski    | Žydrūnas Savickas                  | Vasyl Virastyuk                                                    | Victoriawatervallen                                                      |
| 2002 | Mariusz Pudzianowski    | Žydrūnas Savickas                  | Raimonds Bergmanis                                                 | Kuala Lampur                                                             |
| 2001 | Svend Karlsen           | Magnus Samuelsson                  | Janne Virtanen                                                     | Victoriawatervallen                                                      |
| 2000 | Janne Virtanen          | Svend Karlsen                      | Magnus Samuelsson                                                  | Sun City                                                                 |
| 1999 | Jouko Ahola             | Janne Virtanen                     | Svend Karlsen                                                      | Valletta                                                                 |
| 1998 | Magnus Samuelsson       | Jouko Ahola                        | Wout Zijlstra                                                      | Tanger                                                                   |
| 1997 | Jouko Ahola             | Flemming Rasmussen                 | Magnus Samuelsson                                                  | Primm Valley Resort, Nevada                                              |
| 1996 | Magnús Ver Magnússon    | Riku Kiri                          | Gerrit Badenhorst                                                  | Port Louis                                                               |
| 1995 | Magnús Ver Magnússon    | Gerrit Badenhorst                  | Marko Varalahti                                                    | Nassau                                                                   |
| 1994 | Magnús Ver Magnússon    | Manfred Hoeberl                    | Riku Kiri                                                          | Sun City                                                                 |
| 1993 | Gary Taylor             | Magnús Ver Magnússon               | Riku Kiri                                                          | Orange                                                                   |
| 1992 | Ted van der Parre       | Magnús Ver Magnússon               | Jamie Reeves                                                       | Reykjavik                                                                |
| 1991 | Magnús Ver Magnússon    | Henning Thorsen                    | Gary Taylor                                                        | Tenerife                                                                 |
| 1990 | Jón Páll Sigmarsson     | O.D. Wilson                        | Ilkka Nummisto                                                     | Joensuu                                                                  |
| 1989 | Jamie Reeves            | Ab Wolders                         | Jón Páll Sigmarsson                                                | San Sebastian                                                            |
| 1988 | Jón Páll Sigmarsson     | Bill Kazmaier                      | Jamie Reeves                                                       | Boedapest                                                                |
| 1987 | Geen wedstrijd          | Geen wedstrijd                     | Geen wedstrijd                                                     | Geen wedstrijd                                                           |
| 1986 | Jón Páll Sigmarsson     | Geoff Capes                        | Ab Wolders                                                         | Nice                                                                     |
| 1985 | Geoff Capes             | Jón Páll Sigmarsson                | Cees de Vreugd                                                     | Cascais                                                                  |
| 1984 | Jón Páll Sigmarsson     | Ab Wolders                         | Geoff Capes                                                        | Mora                                                                     |
| 1983 | Geoff Capes             | Jón Páll Sigmarsson                | Simon Wulfse                                                       | Christchurch                                                             |
| 1982 | Bill Kazmaier           | Tom Magee                          | John Gamble                                                        | Magic Mountain, Californië                                               |
| 1981 | Bill Kazmaier           | Geoff Capes                        | Dave Waddington                                                    | Magic Mountain, Californië                                               |
| 1980 | Bill Kazmaier           | Lars Hedlund                       | Geoff Capes                                                        | Newark New Jersey                                                        |
| 1979 | Don Reinhoudt           | Lars Hedlund                       | Bill Kazmaier                                                      | Universal Studios, Californië                                            |
| 1978 | Bruce Wilhelm           | Don Reinhoudt                      | Lars Hedlund                                                       | Universal Studios, Californië                                            |
| 1977 | Bruce Wilhelm           | Bob Young                          | Ken Patera                                                         | Universal Studios, Californië                                            |

## Kampioenschappen per land
| Land                | Goud | Zilver | Brons | Totaal |
| Verenigde Staten    | 12   | 10     | 10    | 32     |
| IJsland             | 9    | 8      | 4     | 21     |
| Verenigd Koninkrijk | 8    | 4      | 8     | 20     |
| Polen               | 5    | 5      | 0     | 10     |
| Litouwen            | 4    | 7      | 0     | 11     |
| Finland             | 3    | 3      | 5     | 11     |
| Oekraïne            | 2    | 0      | 3     | 5      |
| Zweden              | 1    | 3      | 4     | 8      |
| Canada              | 1    | 2      | 4     | 7      |
| Nederland           | 1    | 2      | 4     | 7      |
| Noorwegen           | 1    | 1      | 1     | 3      |
| Zuid-Afrika         | 1    | 1      | 1     | 3      |
| Denemarken          | 0    | 2      | 0     | 2      |
| Oostenrijk          | 0    | 1      | 0     | 1      |
| Letland             | 0    | 0      | 1     | 1      |
| Rusland             | 0    | 0      | 1     | 1      |

## Nederlandse en Belgische deelname
| Jaar | Atleet                                                                         | Plaats       |
| ---- | ------------------------------------------------------------------------------ | ------------ |
| 1980 | Gerard du Prie                                                                 | 8            |
| 1981 | Stago Piczko                                                                   | 7            |
| 1983 | Simon Wulfse                                                                   | 3            |
| 1984 | Ab Wolders (succesvolste deelnemer uit Nederland, achter Ted van der Parre)    | 2            |
| 1985 | Cees de Vreugd                                                                 | 3            |
| 1986 | Ab Wolders                                                                     | 3            |
| 1988 | Ab Wolders                                                                     | 4            |
| 1989 | Ab Wolders                                                                     | 2            |
| 1990 | Tjalling van den Bosch                                                         | 7            |
| 1991 | Ted van der Parre                                                              | 4            |
| 1992 | Ted van der Parre (enige Nederlander ooit die de titel won, van 1977 t/m 2025) | 1            |
| 1993 | Berend Veneberg                                                                | 5            |
| 1994 | Ted van der Parre                                                              | 8            |
| 1995 | Berend Veneberg                                                                | Kwalificatie |
| 1996 | Berend Veneberg                                                                | Kwalificatie |
| 1997 | Berend Veneberg                                                                | Kwalificatie |
| 1998 | Berend Veneberg                                                                | 9            |
| 1998 | Wout Zijlstra                                                                  | 3            |
| 1999 | Berend Veneberg                                                                | 6            |
| 2000 | Peter Baltus                                                                   | Kwalificatie |
| 2001 | Wout Zijlstra                                                                  | 8            |
| 2002 | Jarno Hams                                                                     | Kwalificatie |
| 2003 | Peter Baltus                                                                   | Kwalificatie |
| 2003 | Jarno Hams                                                                     | Kwalificatie |
| 2009 | Jimmy Laureys                                                                  | Kwalificatie |
| 2012 | Alex Moonen                                                                    | Kwalificatie |
| 2013 | Alex Moonen                                                                    | Kwalificatie |

## Trivia 1977
Het eerste jaar deden de bodybuilders Lou Ferrigno ("The Hulk") en Franco Columbu mee en behaalden respectievelijk een vierde en vijfde plaats. Hoewel Columbu, (de kleinste deelnemer ooit) die slechts 165 cm lang was en toen rond de 90 kg woog, eerste stond met nog een onderdeel te gaan, kreeg hij een ernstige blessure aan zijn knie waardoor hij vijfde werd, omdat hij bij dit laatste onderdeel de minste punten haalde. Hij had drie jaar nodig om weer te kunnen lopen, terwijl sommige doctoren in de Verenigde Staten, na een operatie van ruim zes uur, het onmogelijk achtte dat hij ooit nog zou kunnen lopen met zijn ontwrichte knie. Columbu zakte door zijn been tijdens een race waarbij koelkasten zo snel mogelijk van de ene naar de andere plaats gebracht moesten worden. Dit was op de nationale televisie te zien in de Verenigde Staten en het moment van het ongeluk werd een aantal malen herhaald. Columbu kreeg na een proces $1.000.000,00 schadevergoeding voor deze blessure. In 1981, minder dan vier jaar na de zware blessure, haalde Columbu de titel Mr. Olympia, een van de (toen) belangrijkste bodybuildingwedstrijden ter wereld.

## Strongman Champions League
De MHP (Maximum Human Performance) Strongman Champions League, steeds in een ander land gehouden, streeft de populariteit van het jaarlijkse evenement Sterkste Man van de Wereld voorbij. De Strongman Champions League kent bij elk evenement een top 3 en kent ook een eindklassement later in het jaar, van alle evenementen bij elkaar opgeteld.

## Sterkste team van de Wereld 2006 en 2017
Regelmatig, echter niet jaarlijks, wordt de wedstrijd Sterkste team van de Wereld gehouden. Op 22 juli 2006 wonnen Nederlanders Jarno Hams en Edwin Hakvoort het goud te Sárvár, Hongarije. Op 4 juni  2017 won de zichtbaar circa 30 kg afgevallen en zeer afgetrainde Žydrūnas Savickas uit Litouwen, die een week eerder nog zijn slechtste prestatie ooit neerzette bij de wedstrijd Sterkste Man van de Wereld, samen met landgenoot Vytautas Lalas, het goud in het Engelse Stoke-on-Trent als Sterkste team van de Wereld.